# 가족 삼국지
가족 삼국지는 MBN에서 방송하던 전 프로그램이다. 조부모 세대와 부모 세대, 그리고 아이 세대가 어우러져 가족 간의 화합과 진정한 의미의 소통의 장을 보여주는 신개념 토크쇼이다.

## 방송 시간
- 2013년 11월 10일 ~ 2014년 1월 12일: 일요일 저녁 11시
- 2014년 1월 18일 ~ 2014년 2월 1일: 토요일 저녁 9시 30분
- 2014년 2월 9일 ~ 2014년 2월 23일: 일요일 저녁 11시
- 2014년 3월 2일 ~ 2014년 3월 9일: 일요일 오후 12시 20분